# Minabe
Minabe (みなべ町?) è una cittadina giapponese della prefettura di Wakayama.